# Nietypowe płyty gramofonowe

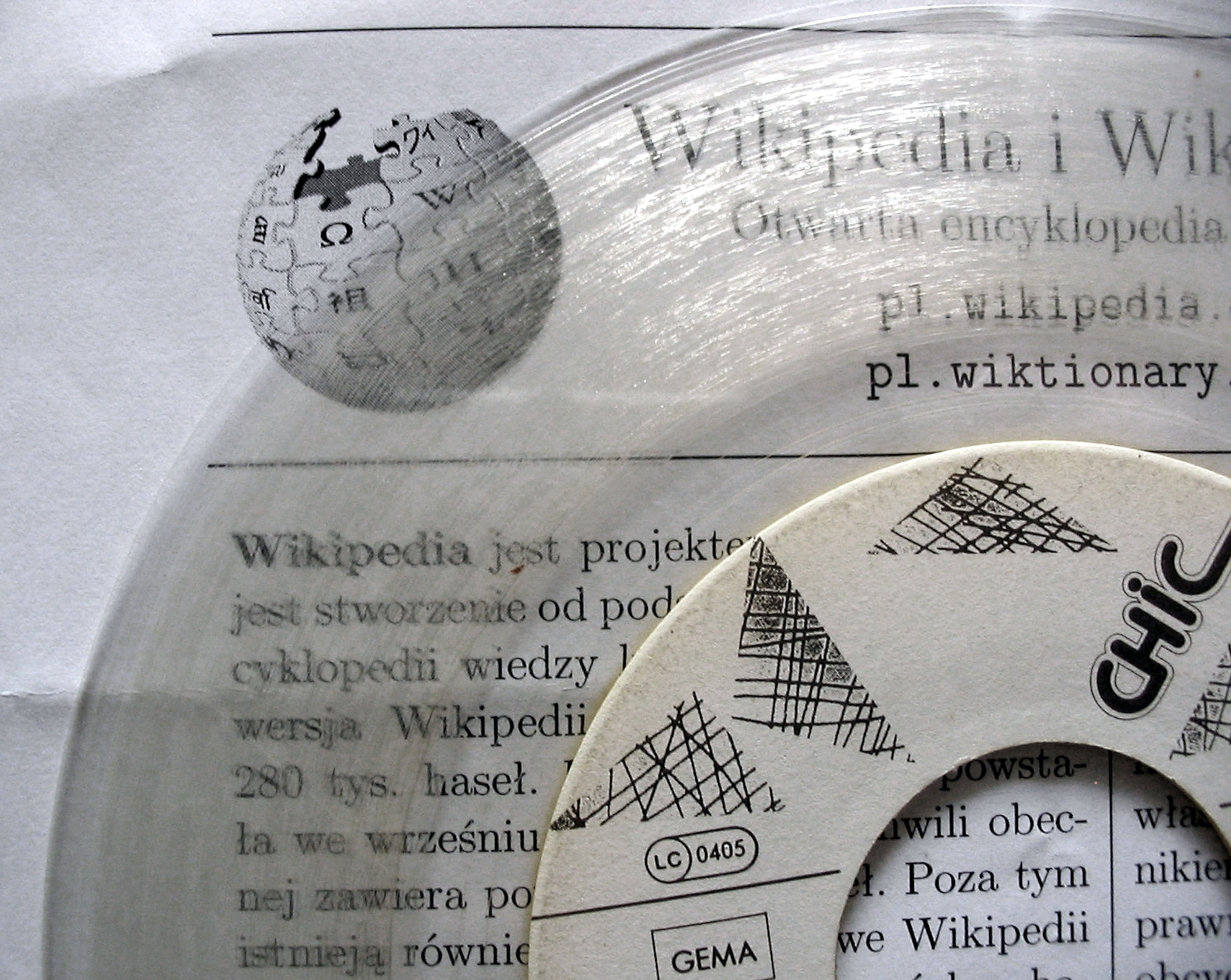
Przezroczysty singel „Fly to Moscow” grupy Modern Trouble

## Nietypowo tłoczone ścieżki
- od środka do zewnątrz – prawie wszystkie płyty nagrywane są ze stałą prędkością kątową, co oznacza zmniejszanie się prędkości liniowej w miarę odtwarzania nagrania. W wyniku tego pod koniec nagrań obniża się jakość dźwięku, szczególnie w głośniejszych momentach. Ze względu na utwory zaczynające się cicho, a w których głośne fragmenty następują pod koniec, wprowadzono płyty odgrywane od środka ku zewnątrz. Powstało jednak niewiele takich krążków, między innymi z powodu istnienia urządzeń automatycznie zmieniających płyty oraz dlatego, że większość nagrań nie trwa akurat 20 minut.
- częściowe tłoczenie – tradycyjnie powierzchnia płyty jest maksymalnie wykorzystywana; rowki kończą się ok. 1 cm od nalepki w środku. Aby uniknąć zniekształceń zwiększających się przy centrum płyty (mniejsza prędkość liniowa, jw.), niektóre wytwórnie zmniejszały czas nagranego materiału do ok. 15 minut na stronę. Nagrana część powierzchni kończyła się wtedy znacznie dalej od centrum płyty.
- podwójne ścieżki – wczesne stereo – zanim w 1957 roku wynaleziono sposób zapisu dźwięku stereofonicznego w pojedynczym rowku, wytwórnia Cook Laboratories wydała szereg płyt, na których wytłoczone były dwie równoległe ścieżki: kanał lewy i prawy. Aby odtworzyć taką płytę należało zakupić specjalną nakładkę na ramię gramofonu i zainstalować dwie igły w odpowiednim rozstawie. Wydano bardzo niewiele krążków w tym standardzie.
- nagranie wybierane przypadkowo – równoległy zapis kilku ścieżek – odpowiedź na znany żart-zagadkę „Ile rowków jest na płycie gramofonowej?” – „Dwa, po jednym na każdej stronie” nie zawsze jest prawdziwa. Wydano bowiem kilka płyt, na których wytłoczono trzy lub więcej ścieżki równolegle na każdej ze stron. Odtwarzane nagranie zależało od tego, w którym miejscu na początku płyty położy się igłę. Przykładem takiej płyty jest The Monty Python Matching Tie and Handkerchief, która poza dwoma rowkami na jednej stronie miała obie strony oznaczone jako „strona 2”[1].
- nieskończona pętla – ścieżka typowej płyty gramofonowej kończy się „cichą pętlą” – ramię adaptera nie przesuwa się, urządzenie albo czeka na reakcję użytkownika, albo wyłącza się samoczynnie. Możliwe jest jednak nagranie dźwięku na tej ścieżce, np. powtarzanego w nieskończoność zdania (np. na LP Angstlos Niny Hagen; innymi przykładami takiej zapętlonej płyty są Sgt. Pepper’s Lonely Hearts Club Band grupy The Beatles, oraz Atom Heart Mother zespołu Pink Floyd). Pomysł ten później rozwinięto, i tłoczono też płyty zawierające tylko zapętlone ścieżki, np. z powtarzającą się perkusją lub innym instrumentem. Ciekawym przykładem takiego albumu jest winylowa edycja kompilacji DE9 Closer To The Edit autorstwa Richiego Hawtina, gdzie na dwóch płytach umieszczono w sumie 120 takich pętli.

## Nietypowe materiały

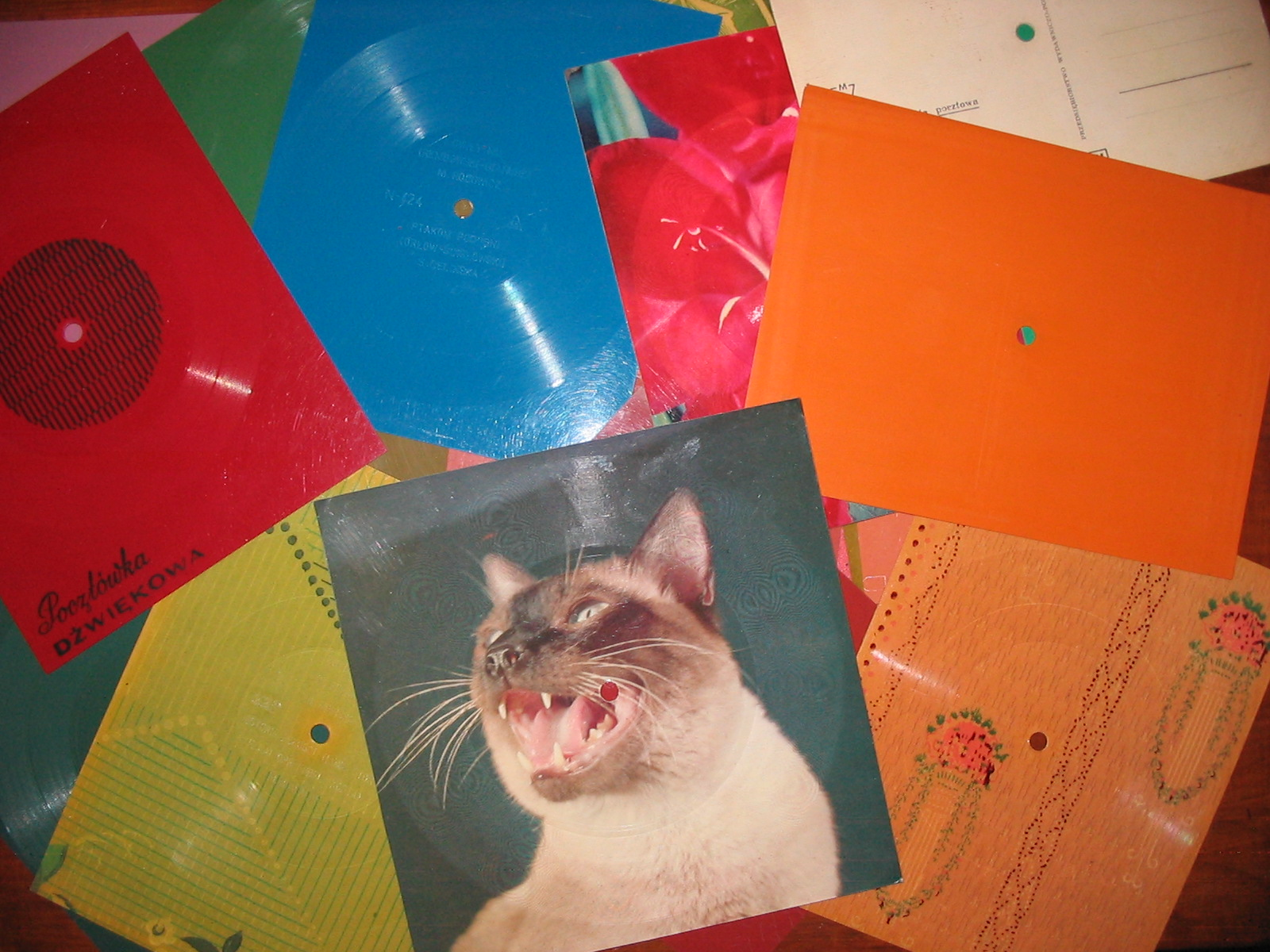
Polskie pocztówki dźwiękowe z lat 60.

Pojawiały się też płyty tłoczone na folii (luzem lub pokrywającej papier albo karton) lub na cienkiej warstwie winylu.
Często stosowano te techniki, aby dołączyć nagranie dźwięku do książek lub czasopism. Wydawano nawet czasopisma, w których wszystkie „strony” były płytami. Składało się je w odpowiedni sposób i układało odpowiednią stroną w górę na gramofonie. W Związku Radzieckim wydawane było czasopismo Krugozor zawierające, pomiędzy stronami zadrukowanymi w sposób tradycyjny, nagrania na cienkiej folii.
W Polsce, oprócz popularnych plastikowych pocztówek dźwiękowych produkowanych w latach 60. między innymi przez przedsiębiorstwo państwowe RUCH pojawiały się również papierowe płytki. Przykładem takiej wielostronnej składanej płyty jest wydane w latach 80. nagranie bajki Hansa Christiana Andersena Słowik. W latach 60. wydawano także płyty na prawdziwych, tradycyjnych pocztówkach – można było pójść do studia z pocztówką, nagrać tam swój głos, a studio robiło w pocztówce otwór, powlekało kartkę folią z nagraniem – i kartkę można było wysłać pocztą.
W 2022 roku w Wielkiej Brytanii wyprodukowano płytę z biotworzywa (stworzonego na bazie cukrów i skrobi). Ma to być bardziej ekologiczna wersja tradycyjnej płyty winylowej.

## Nietypowe rozmiary

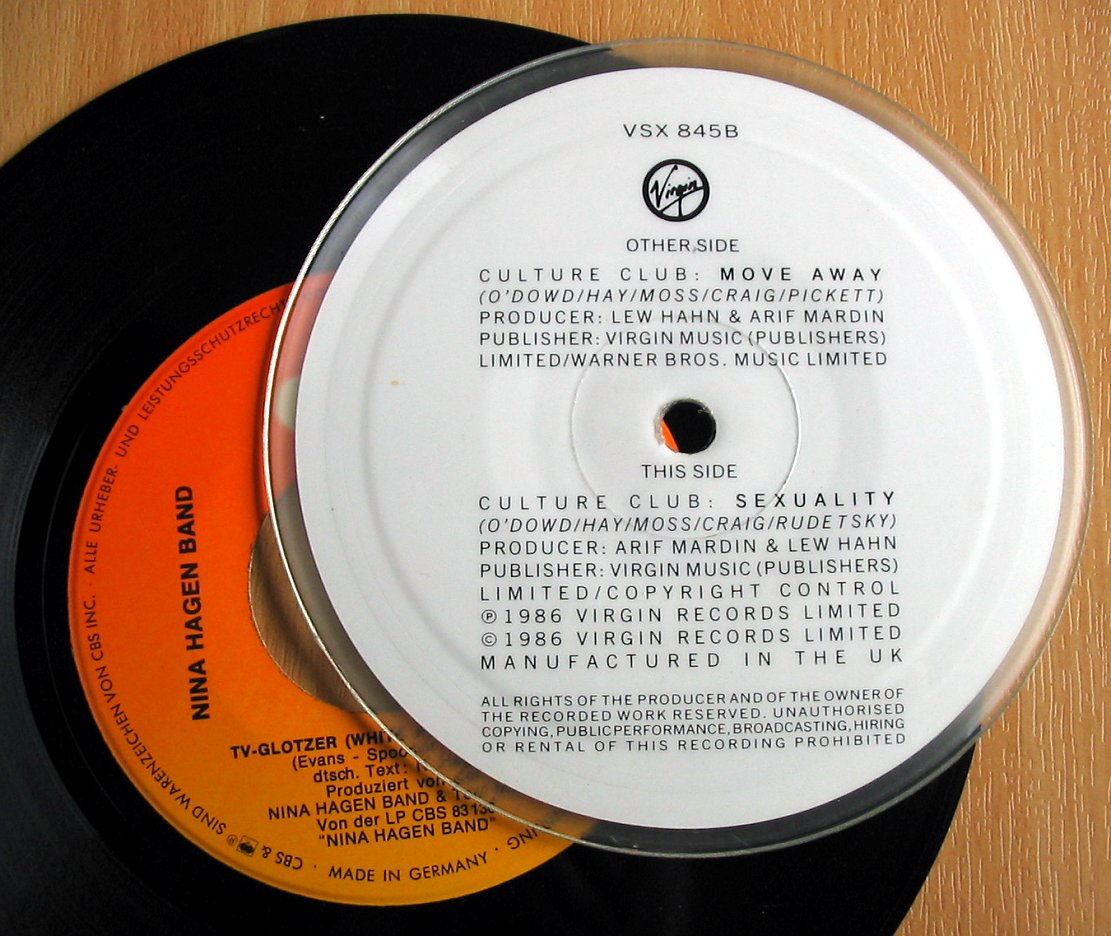
Pięciocalowy singel Move away grupy Culture Club.

Typowe rozmiary płyt gramofonowych to 7 cali (singel) i 12 cali (LP, maxi-singel)
- rozmiary 16 i 20 cali – chociaż największe używane domowo płyty mają średnicę 12 cali, niektóre studia nagraniowe i radia używały płyt o rozmiarach 16 i 20 cali. Te obracające się z prędkością 78 obrotów na minutę (rpm, ang. revolutions per minute) płyty używane były do automatycznego wypełniania muzyką „bezobsługowych” programów radiowych oraz do odtwarzania nagranych uprzednio audycji. Zapewniały 20 minut nieprzerwanej transmisji o jakości nieodbiegającej dla przeciętnego słuchacza od przekazu na żywo. Także wczesne „zwykłe” LP nagrywane były na dwudziestocalowych płytach 78 rpm i dopiero później przenoszono materiał na typowe „dwunastocalówki”. Gramofony umożliwiające odtwarzanie płyt szesnastocalowych nadal znajdują się w wielu rozgłośniach radiowych, prawdopodobnie jednak rzadko już odgrywają płyty inne, niż standardowe.
- rozmiary 7 cali, 78rpm – siedmiocalowe płytki 78 rpm dla dzieci powstawały głównie w latach 20., 30. i 40. XX wieku. Produkowane były z łatwo pękającego szelaku, więc, szczególnie w dziecięcych rękach, połamane płyty nie były rzadkością. Dopiero w latach 50. zaczęto eksperymentować z rodzajami plastiku umożliwiającymi produkcję niełamliwych płyt.
- rozmiary 10 cali – obok typowych dwunastocalowych albumów produkowano, również w Polsce, tzw. „minialbumy” – płyty o średnicy 10 cali. Podobnie jak „dwunastki”, „dziesiątki” obracały się z prędkością 33⅓ rpm. Format ten był szczególnie popularny w początkach kariery płyty gramofonowej, pod koniec rzadko już go używano, jednak jeszcze dziś się go spotyka (np. niektóre publikacje z serii Burial Mix).
- rozmiar 9 cali – płyty promocyjne. Grupa grająca muzykę industrialną, Nine Inch Nails, wydała ograniczoną liczbę płyt o średnicy 9 cali. Płyta promowała piosenkę Przemarsz świń.
- rozmiary 8 cali – głównie japońskie płytki wydawane głównie w latach 80. i 90.
- rozmiary 5, 6, 11 i 13 cali – podziemne wydawnictwa, głównie punkowe grupy lat 90.
- rozmiary 6, 7, 8 i 9 cali – popularne w Japonii „kartki dźwiękowe” (sono shito), zazwyczaj okrągłe, w przeciwieństwie do dołączanych do magazynów płyt kwadratowych.

## Nietypowe kolory
Pierwsze szelakowe płyty o nietypowych kolorach, czasem kilku naraz, pojawiły się już w 1910 roku (wydawane przez wytwórnie takie jak Vocalion Records).

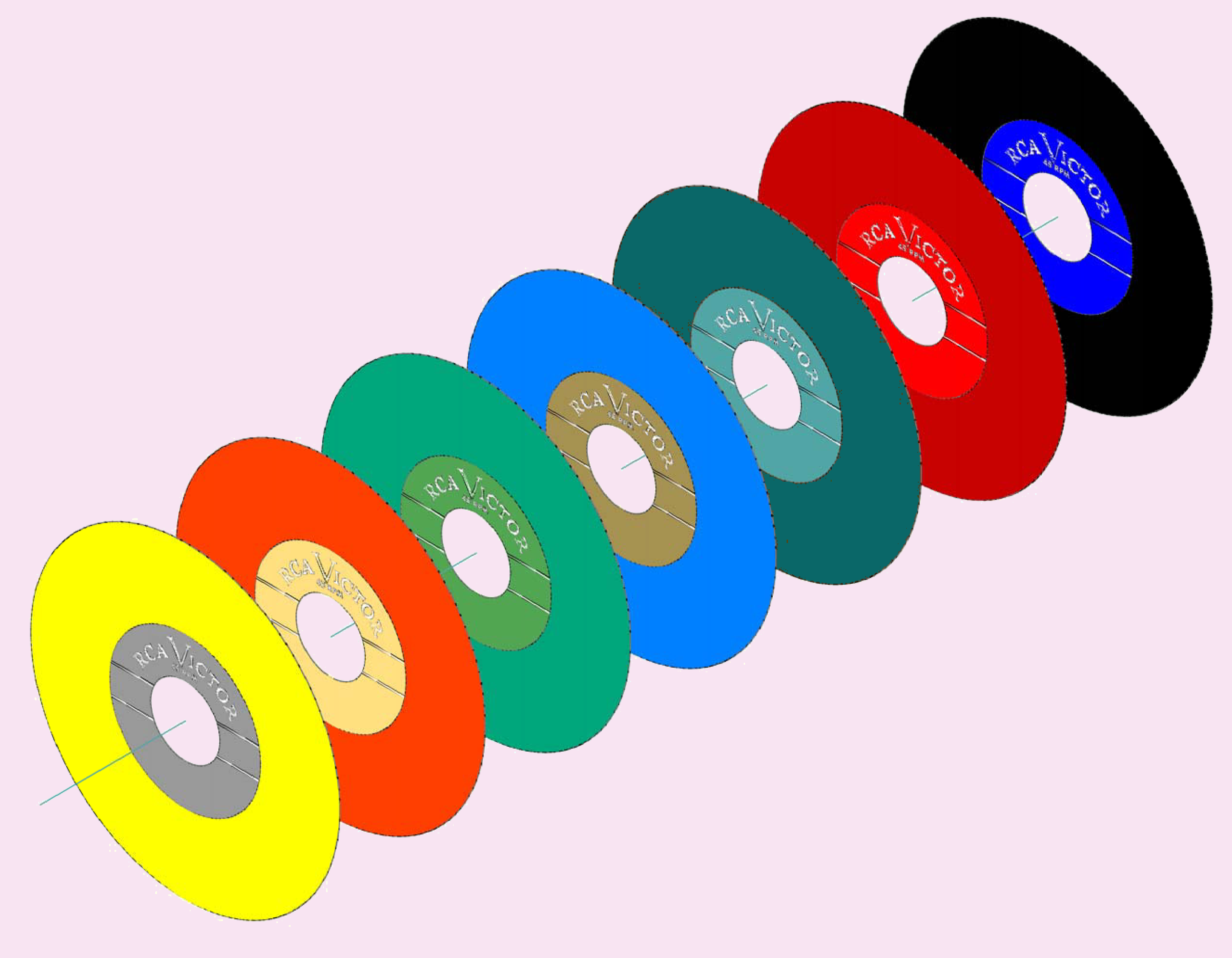
Zestawienie barwnych płyt RCA Victor

Opracowane przez RCA Victor w latach 50. płyty 45 rpm początkowo barwione były zależnie od gatunku: czarne - muzyka popularna, czerwone - klasyczna, ciemnoniebieskie - popularna klasyczna, błękitne - import, zielone - country, pomarańczowe - R&B i gospel oraz żółte z nagraniami dla dzieci.

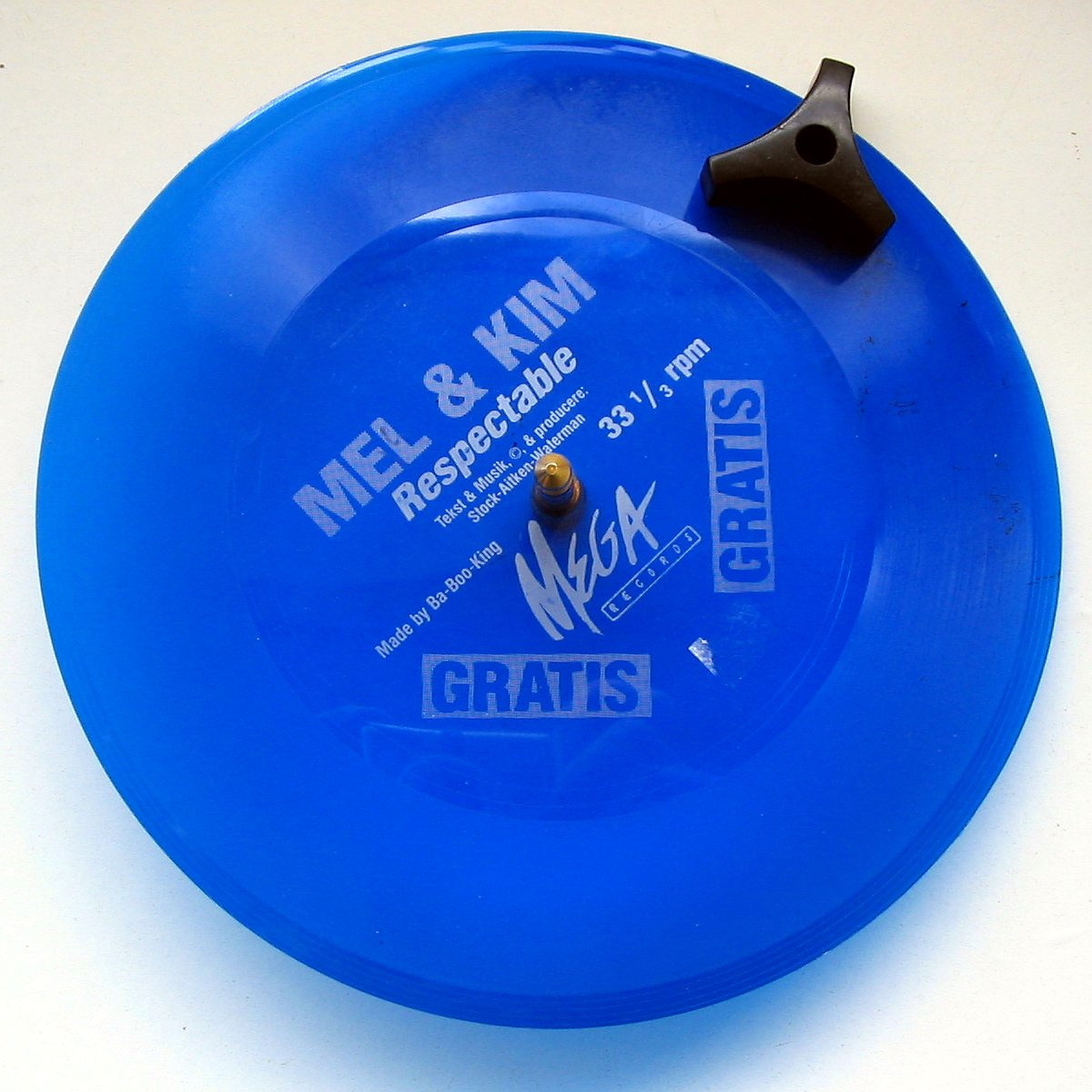
Promocyjny singel Mel & Kim wytłoczony na niebieskiej folii.

Pod koniec lat 70. pomysł powrócił i zaczęło się pojawiać dużo kolorowych „siódemek” i „dwunastek”. Dostępne było całe spektrum kolorów, powstawały też płyty całkowicie przezroczyste. Zabawnym przykładem takiego przezroczystego singla jest The Invisible Man grupy Queen.
Niektóre wydawnictwa tłoczone były w kilku wersjach różniących się kolorami; miało to skłonić fanów o zacięciu kolekcjonerskim do zakupu kilku kopii tych samych albumów. Strategia ta dość często okazywała się skuteczna.
Wydany przez A&M Records w 1977 roku singel Strawberry Letter 23 grupy The Brothers' Johnson nie tylko był odpowiednio zabarwiony, ale miał też zapach truskawek.
W 1978 roku Neon Lights, singiel zespołu Kraftwerk, został wydany na płycie świecącej w ciemności, z kolei w 2020 wydano antologię albumów tego zespołu na barwnych i półprzezroczystych płytach, kolorystycznie połączonych z okładkami.

## Płyty z grafiką

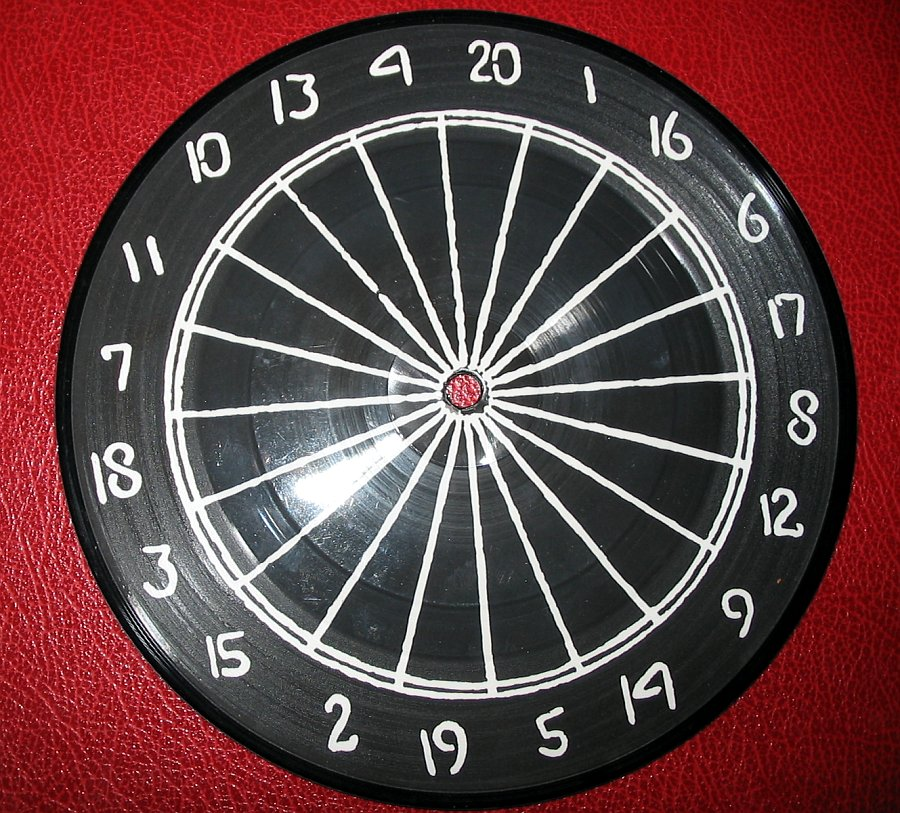
Obrazkowa płyta Hit the North zespołu The Fall.

Pierwsze płyty z nadrukowaną grafiką pojawiły się w latach 40. Wydawane były przez wytwórnię Vogue Records; do dziś są poszukiwane przez kolekcjonerów.
Prawdziwa moda na płyty obrazkowe (ang. picture discs) rozpoczęła się w latach 70. Na powierzchni płyt drukowane były zdjęcia wykonawców, rysunki, itp. Czasem grafika była tak pomyślana, aby stworzyć ciekawą iluzję podczas obracania się płyty. Na przykład na singlu grupy Fisher Z z piosenką The Worker narysowany był pociąg, który niestrudzenie krążył razem z płytą w kółko, podkreślając przesłanie nagrania.
Jakość nagrań na płytach obrazkowych była często znacząco niższa.

## Nietypowe kształty
W 1983 roku singiel zespołu Toto, Africa został wydany na płycie obrazkowej w kształcie Afryki.
W 1984 r. niemiecki zespół Tangerine Dream wydał płytę Warsaw In The Sun w kształcie Polski.
W 2015 r. zespół Twenty One Pilots wydał limitowaną płytę The LC LP. Ma ona kształt stanu Ohio.

## Zobacz też

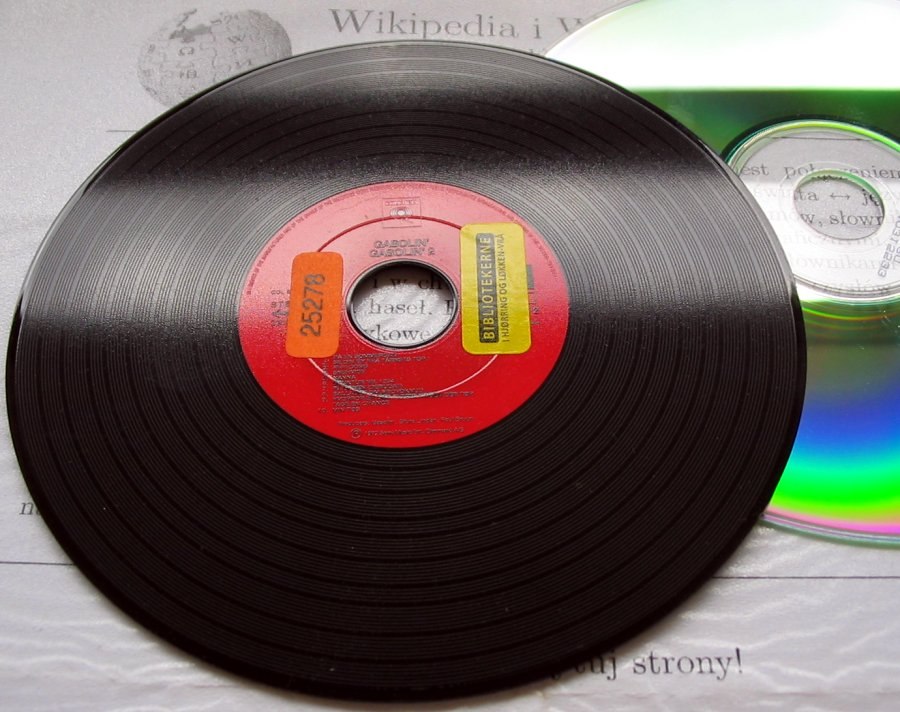
Nostalgia za "winylami" – płyta kompaktowa (!) zespołu Gasolin